# Impasse de l'Église
L'impasse de l'Église est une voie située dans le 15e arrondissement de Paris, en France.

## Origine du nom

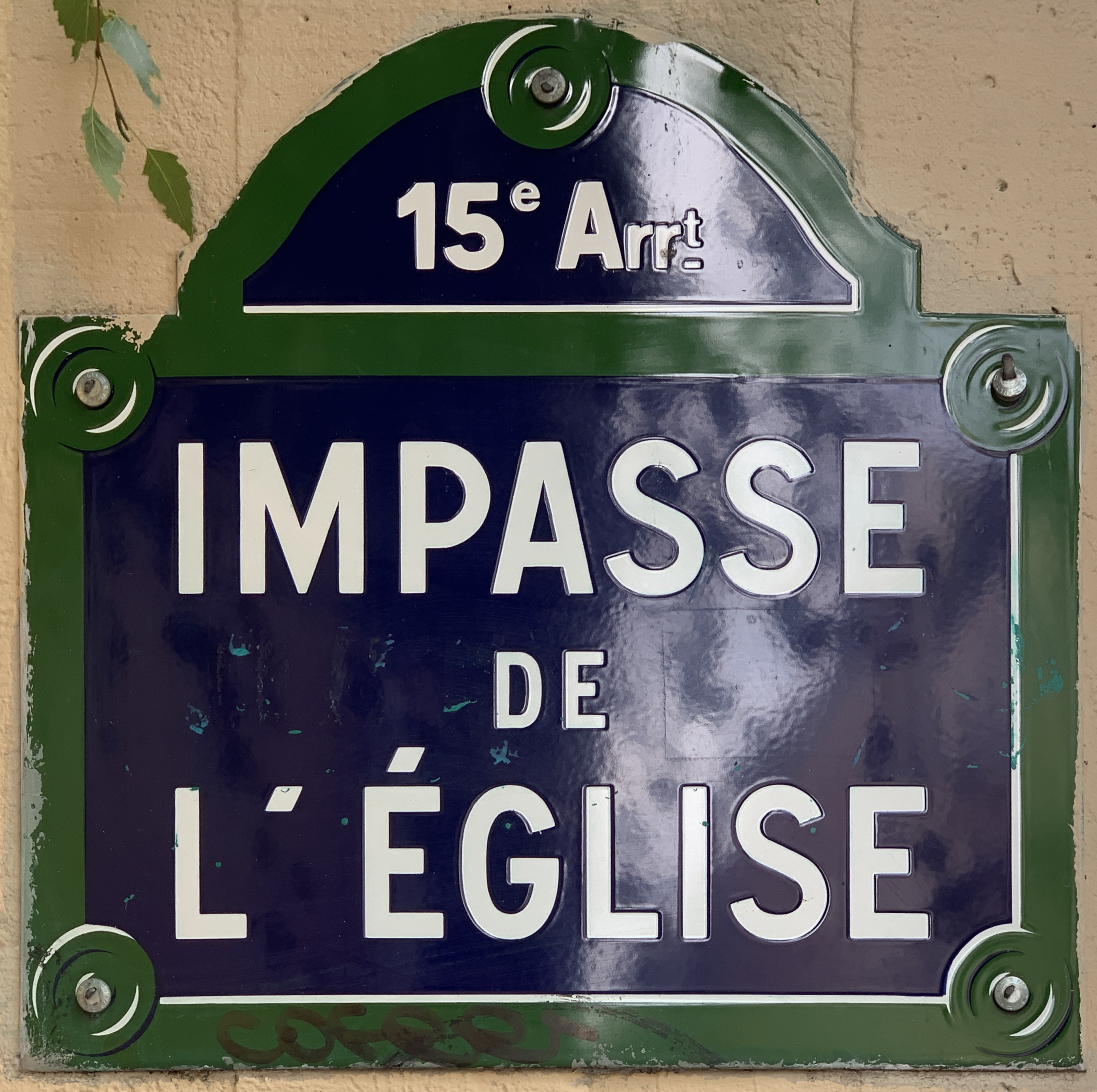
Plaque de l'impasse.